# AbsolutePunk
AbsolutePunk foi um website americano, uma comunidade online e uma fonte de notícias sobre música alternativa fundado por Jason Tate (o mais recenteDiretor Executivo). O propósito do website é focar em artistas desconhecidos do grande público, mas também tendo destaque para artistas de grande sucesso como Blink-182, Fall Out Boy, My Chemical Romance, Brand New, Taking Back Sunday, Anberlin, Thrice, All Time Low, Jack's Mannequin, Yellowcard, Relient K, e A Day To Remember. O gênero do site é focado principalmente no emo e pop punk, mas outros gêneros também estão incluídos.

## Website
Fundado em 6 de Junho de 2000 por Jason Tate, o website tem como foco a notícias da Indústria musical, e incluindo reviews de álbuns, entrevistas, artigos, jornais e galerias de fotos. O site também disponibiliza interação do usuário pelo vBulletin Internet Forum system; o usuário podia registrar sua conta personalizada, criar um perfil e comentar em qualquer parte do site. Contas especiais são dadas a grandes figuras da indústria (como representantes de gravadoras) e membros de bandas, com recursos criados para que os usuários interajam com eles.
O Site começou originalmente como um fã site do Blink-182/MxPx. Em 2005, o site contabilizava cerca de seis milhões de visualizações diariamente. De 2006, o site foi citado por juntar adolescentes e começou a se destacar com o MySpace, de acordo com a Revista de mídia OMMA.
O empresa de mídia Buzznet comprou o AbsolutePunk em Maio de 2008. A comunidade do AbsolutePunk incluí 500,000 fãs de música, fazendo esta a maior comunidade de música alternativa na internet.
O Site foi feito, essencialmente, por contribuições dos moderadores que trabalham no site mas não são pagos. Eles postavam notícias, escreviam resenhas e conduziam entrevistas.

## Conteúdo
Apesar de terem perdido conteúdos por causa das mudanças de servidores ao longo dos anos, o AbsolutePunk ainda apresenta cerca de 55,000 notícias, 2500 reviews, 500 entrevistas e 52,000 arquivos nas galerias. ABSOLUTExclusives (conteúdos exclusivos do site) e os reviews mais recentes são dispostos no topo do site no news feed, enquanto outras notas são listadas em simples listas cronológicas. A equipe do site conduz frequentemente as entrevistas com as bandas e previamente perguntam para a comunidade do AbsolutePunk para ajudarem com perguntas.

### Fóruns
Uns dos principais objetivos do AbsolutePunk é conectar os fãs de música com outros fãs no seus extensos fóruns. O fórum tem cerca de 318,500 membros registados. Eles são separados em diferentes seções e em categorias como entretenimento, esportes, política e educação.

### Destaques
O site ganhou um forte apoio na cena musical alternativa ao longo dos anos, patrocinando grandes turnês e apresentando estreias e conteúdos exclusivos de bandas. Em Agosto de 2007, na edição da revista Blender, o proprietpário Jason Tate foi nomeado o 18º na sua lista de "Pessoas Mais Influentes na Música Online".

## Ligações Externas
- AbsolutePunk